# Panorpa rufa
Panorpa rufa is een insect uit de orde van de schorpioenvliegen (Mecoptera), familie van de schorpioenvliegen (Panorpidae). De wetenschappelijke naam van de soort is voor het eerst geldig gepubliceerd door Gray in 1832.
De soort komt voor in de Verenigde Staten.